# IJ (lletra)
L'IJ és una lletra emprada en escriure en llengua neerlandesa que suplementa l'alfabet llatí habitual i representa el so [ɛɪ] o [eɪ] quan és tònica i [ə] quan és àtona.
Contràriament a la resta de diftongs o combinacions de dues vocals que apareixen en el neerlandès, l'IJ constitueix una unitat inseparable, de manera que si va en majúscula cal escriure IJ; i no pas Ij (per exemple: IJsselmeer). A vegades però el conjunt "ij" s'escriu com a "ÿ" (que a mà sovint tenen exactament el mateix aspecte). En neerlandès se l'anomena "IJ llarga" per oposició a l'IJ curta ei, que en la majoria de dialectes sona igual (però aquest darrer conjunt és considerat un diftong). Cal no confondre-la amb l'Y/y (i grega), que en neerlandès és una lletra que només apareix en paraules estrangeres.
El seu codi Unicode és el U+132 (HTML:&#306;) per a la majúscula (Ĳ) i U+133 (HTML:&#307;) per a la minúscula (ĳ).

## Història
L'IJ aparegué com una deformació d'una i llarga, escrita inicialment com a «ii», però que posteriorment (segles XV o XVI) esdevingué ij o y. Per comoditat els impressors del segle xviii o XIX la reduïren a un sol caràcter: ÿ (y amb dièresi). Darrerament però, en neerlandès hom tendeix a escriure IJ/ij, si bé la variant Y/y roman en l'afrikaans.

## Emplaçament alfabètic
No hi ha unanimitat entre diccionaris o fins i tot administracions (teòricament sotmeses a l'autoritat de la Unió de la Llengua Neerlandesa) sobre quin és el lloc dins l'alfabet que correspon a la lletra IJ. Roman fins i tot gent que no la considera una lletra, sinó un simple dígraf combinant I i J (especialment al sud de Flandes). Tanmateix, la majoria de neerlandesos lletrejarien vrijdag ("divendres"), com a v-r-ij-d-a-g. La qüestió és però saber si IJsland (Islàndia) es troba entremig de l'I o de l'Y.
Els diccionaris tendeixen a col·locar l'IJ entre Ih i Ik, mentre que les enciclopèdies i els guies telefòniques dels Països Baixos (però no pas els de Bèlgica) classifiquen l'IJ i la Y juntes, com si fossin la mateixa lletra.